# Estádio Zama Maciel
O Estádio Zama Maciel, também conhecido como Arena DB - DanBred devido a direitos de nome, é um estádio de futebol brasileiro, situado em Patos de Minas, em Minas Gerais. Pertence à União Recreativa dos Trabalhadores.
Seu nome é homenagem ao Professor Zama Maciel, muito popular na cidade. Sua capacidade atual, após sua última reforma, é de 4 858 espectadores.